# Escobaria
Escobaria je rostlinný rod z čeledi kaktusovité (Cactaceae). Botanické jméno bylo zvoleno na počest mexických botaniků – bratrů Rómula Escobara Zermana (1882–1946) a Numa Pompilia Escobara Zermana (1874–1949). Typovým druhem je Escobaria strombiliformis Scheer ex Boedeker (syn. Escobaria tuberculosa, (Engelmann) Br.&R.)

## Popis
Druhy rodu Escobaria jsou rostliny nízkého vzrůstu tvořené vzácně jediným stonkem, často však značně odnožující a vytvářející polštářovité trsy. Těla rostlin jsou tvarem stonku jak kulovitá tak i protáhlá, případně stlačeně kulovitá nebo až cylindrická s povrchem rozděleným do bradavek nesoucích v dospělosti na horní straně brázdu. Rostliny nemají žádné žlázy ani žebra. Bradavky na starých rostlinách brzy často korkovatí. Podlouhlé areoly se postupně od středu špičky k bazální části postupně rovnoměrně rozšiřují.

### Trny
Za normálních okolností jsou okrajové i středové trny krátké, jemné a přímé, nikdy háčkovité a často dokonale zakrývajíci epidermis rostliny.

### Květy
Za dobu kvetení lze označit obecně jaro, některé druhy začínají nakvétat již v únoru nebo březnu (E. aguirreana, E.dasyacantha v. duncanii). Jedny z posledních vykvétají rostliny z okruhu E. strombiliformis. Nejdelší periodou kvetení se vykazují rostliny z okruhu E. zilziana, které někdy dokvétají i v pozdním létě nebo začátkem podzimu.
Květy jsou u většiny rostlin četné, drobné a kromě několika druhů (E. vivipara, E. hesteri, E. minima) celkem nevýrazné. Květy objevující se na temeni jsou bílé, krémové, růžově zbarvené nebo až růžovofialové, často se neotevírají úplně. Květní trubka je krátká a holá. Okvětí je na okrajích obrvené.

### Plody
Plody zrají ještě v téže sezóně, s výjimkou rostlin z okruhu E. missouriensis, jejichž plody dozrávají až v následujícím roce, takže se na rostlině souběžně objeví květy i zrající plody. Zejména červené plody jsou nápadnější a trvalejší ozdobou než květy. Plody jsou nepukavé za normálních okolností červené, někdy také zelené či žlutozelené nebo růžové a holé, často kulovité nebo podlouhlé až kyjovitě protažené. Obsahují široce oválná až kruhovitá, hnědá nebo černohnědá, tečkovaná semena od 1,0 do 2,5 milimetrů v průměru s výraznou jamkovitou testou.

## Výskyt a rozšíření
Popsat oblast rozšíření rodu není snadné, protože rostliny se nacházejí téměř na celé západní polovině plochy severoamerického kontinentu. Oblast výskytu se rozprostírá od středního a severního Mexika (státy Chihuahua, Coahuila, Durango až po Zacatecas a Tamaulipas) přes jihozápad a západ USA až do jižních oblastí Kanady. Jeden druh (Escobaria cubensis) se nachází endemicky i na území Kuby.
Některé taxony jsou rozptýleny na obrovských územích (E. vivipara), jiné jsou naopak pouze lokálními endemity (taxony z okruhu E. orcuttii).
Z toho jasně vyplývá, že přírodní podmínky jsou velmi pestré. Escobarie lze nalézt v lesích, na savanách, na slunných vyprahlých a skalnatých místech, zatravněných svazích pahorkatin i v řídkých porostech a křovinových pásmech, na pouštích i polopouštích. V nadmořských výškách je jejich výskyt od řádově stovek metrů až po více než dvouapůltisícové vrcholy hor (detaily viz dílčí taxony).

## Pěstování
Příslušníky rodu nelze z pěstitelského hlediska označit za jednoduché a bezproblémové. Pro úspěšné pěstování lze nároky shrnout do těchto základních podmínek:
- chladné, suché a pokud možno světlé stanoviště při přezimování
- dostatek tepla a světla (plné slunce) v době vegetace
- a propustný minerální substrát s neutrální až mírně zásaditou reakcí

To je rovněž základem úspěšného a opakovaného kvetení.
Chladné, světlé a suché přezimování v našich zeměpisných šířkách lze u některých druhů akceptovat až do velmi nízkých teplot například −5 až −15 °C.
Jsou to rostliny s velmi citlivým kořenovým systémem, zejména na přemokření v delším chladném období bezslunečných dnů. Následkem toho dochází k uhnívání kořenů, což ústí v úhyn pravokořenných rostlin nebo v lepším případě v zastavení růstu a obtížnou i zdlouhavou regeneraci kořenů.

## Systematika
Rod byl ustanoven a publikován letech 1919–23 Nathaniel Lord Brittonem a Joseph Nelson Rosem ve společném díle The Cactaceae. Rod obsahoval tehdy osm druhů, ze kterých šest bylo uveřejněno jako prvopopis ve stejné práci. Dva z druhů pocházeli z Karl Moritz Schumannova podrodu Coryphantha – rodu Mammillaria, protože některé znaky, jako třeba uspořádání areol naznačovaly, že zástupci rodu Escobaria blízce souvisí právě s druhy řazenými do rodu Coryphantha, na druhou stranu však jiné znaky je zase přibližovaly k rodu Mammillaria (D. R. Hunt). Zpočátku se debatovalo zda zavést tento rod jako samostatný či druhy podřadit v rámci rodu Coryphantha.
Alwin Berger přijal v roce 1929 v ilustrované časopisové příručce sukulentních rostlin Kaktusy tento druh jen v rámci rodu Coryphantha. Jejich zařazení v systematice čeledi kaktusovité se však měnily ještě několikrát. Podle N. P. Taylora je prolínání některých vlastností příkladem evolučního sbližování s tím, že zásadním odlišujícím znakem ukazující na dvě nezávislé evoluční linie obou rodů jsou rozdíly v charakteru semen. Proto se jedná zejména o morfologický typ semen jako nejdůležitější rozlišovací znak. U escobárií mají výrazně jamkovitý povrch, kdežto u koryfant jsou hladká (s výjimkou C. gracilis, která má semena podobná eskobáriím – má však více odlišných znaků, takže by tento taxon měl být z rodu Coryphanta vyčleněn). Tyto odlišné charakteristické znaky potom umožnily definovat zástupce rodu Escobaria.
J. P. Hester v roce 1941 pojal oba rody společně a přiřadil je k novému rodu Escobesseya.
Sledování souvislostí a příbuzenských vztahů rodů Coryphanta, Escobaria a Mammillaria vedly botaniky ke dvěma rozdílným koncepcím. První z nich tzv. evropská jejíž moderní koncept vznikl úpravou rodu Franz Buxbaumem v roce 1951. Druhá skupina vědců, převážně amerických však rod Escobaria jako samostatný neuznává a všechny taxony řadí mezi koryfanty s tím, že Escobaria hodnotí jako podrod ve schématu rodu Coryphantha. Tuto teorii zdůvodňují tak, že vystavovat rody samostatně jen na základě rozdílů semen a okvětních lístků nebo dalších variabilních vegetativních charakteristik při existenci prokázaných mezidruhových taxonů a při zachování širšího rodového pojetí není na místě. Důsledkem je, že se uznávaný rozsah rodu neustále variabilně mění a rod má od té doby za sebou pestrou pohyblivou taxonomickou minulost.
Dva druhy, zařazené dříve k rodu Escobaria, tvoří dnes samostatný rod Acharagma.
Z dalších popisů, které později byly podřazeny pod rod Escobaria můžeme jmenovat rod Neobesseya, Britton & Rose (1923) tvořící dnes jednu ze 3 sekcí v rámci rodu, či Cochiseia, Earle (1976).

### Taxony
K druhu Escobaria jsou dle UNEP-WCMC databáze řazeny následující druhy:
- Escobaria aguirreana (Glass & Foster) Taylor, 1983
- Escobaria albicolumnaria Hester, 1941
- Escobaria alversonii (J.M.Coult.) N.P.Taylor, 1997
- Escobaria asperispina (Boedeker) Hunt, 1978
- Escobaria bella Britton & Rose, 1923
- Escobaria bisbeeana (Orcutt) Borg, 1937
- Escobaria chaffeyi Britton & Rose, 1923
- Escobaria chihuahuensis Britton & Rose, 1923
- Escobaria cubensis (Britton & Rose) D.R.Hunt, 1978
- Escobaria dasyacantha (Engelm.) Britton & Rose, 1923
- Escobaria deserti (Engelm. ex S.Watson) Buxb., 1951
- Escobaria duncanii (Hester) Backeb., 1961
- Escobaria emskoetteriana (Quehl) Borg, 1937
- Escobaria guadalupensis S.Brack & K.D.Heil, 1986
- Escobaria henricksonii Glass & Foster, 1977
- Escobaria hesteri (Y.Wright) Buxb., 1951
- Escobaria laredoi (Glass & R.A.Foster) N.P.Taylor, 1979
- Escobaria leei (Rose) Bodeker, 1933
- Escobaria lloydii Britton & Rose, 1923
- Escobaria minima (Baird) D.R.Hunt, 1978
- Escobaria missouriensis (Sweet) D.R.Hunt, 1978
- Escobaria muehlbaueriana (Boedeker) F.Knuth, 1936
- Escobaria nellieae (Croizat) Backeberg, 1961
- Escobaria neomexicana (Engelmann) Buxbaum, 1951
- Escobaria orcuttii Boed., 1933
- Escobaria organensis (Zimmerman) Castetter, P.Pierce & K.H.Schwer., 1975
- Escobaria radiosa (Engelmann) Frank,
- Escobaria rigida Backeberg, 1953
- Escobaria robinsorum (W.H.Earle) D.R.Hunt, 1978
- Escobaria roseana (Boedeker) Buxbaum , 1951
- Escobaria runyonii Britton & Rose, 1923
- Escobaria sandbergii Castetter, P.Pierce & K.H.Schwer., 1975
- Escobaria sneedii Britton & Rose, 1923
- Escobaria strobiliformis (Poselger) Boedeker, 1933
- Escobaria tuberculosa (Engelmann) Britton & Rose, 1923
- Escobaria varicolor Tiegel,
- Escobaria villardii Castetter, P.Pierce & K.H.Schwer., 1975
- Escobaria vivipara (Nutt.) Buxb., 1951
- Escobaria zilziana (Boed.) Backeb., 1961

### Synonyma
- Fobea Frič, (nom. invalid)
- Cochiseia W.H.Earle, 1976
- Escobesseya Hester, 1941
- Escocoryphantha Doweld, 1999
- Neobesseya Britton & Rose, 1923

## Fotogalerie

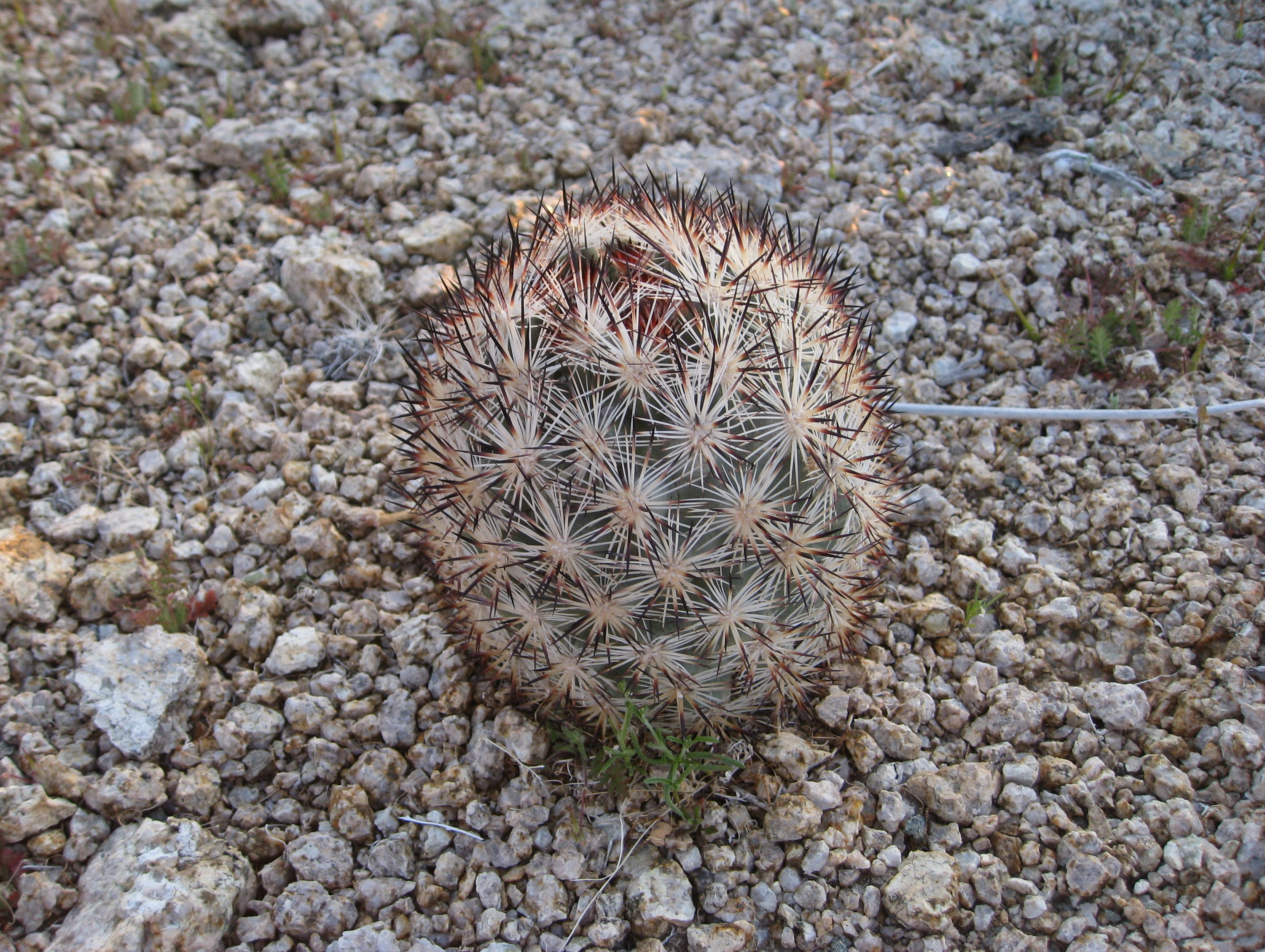
Escobaria alversonii
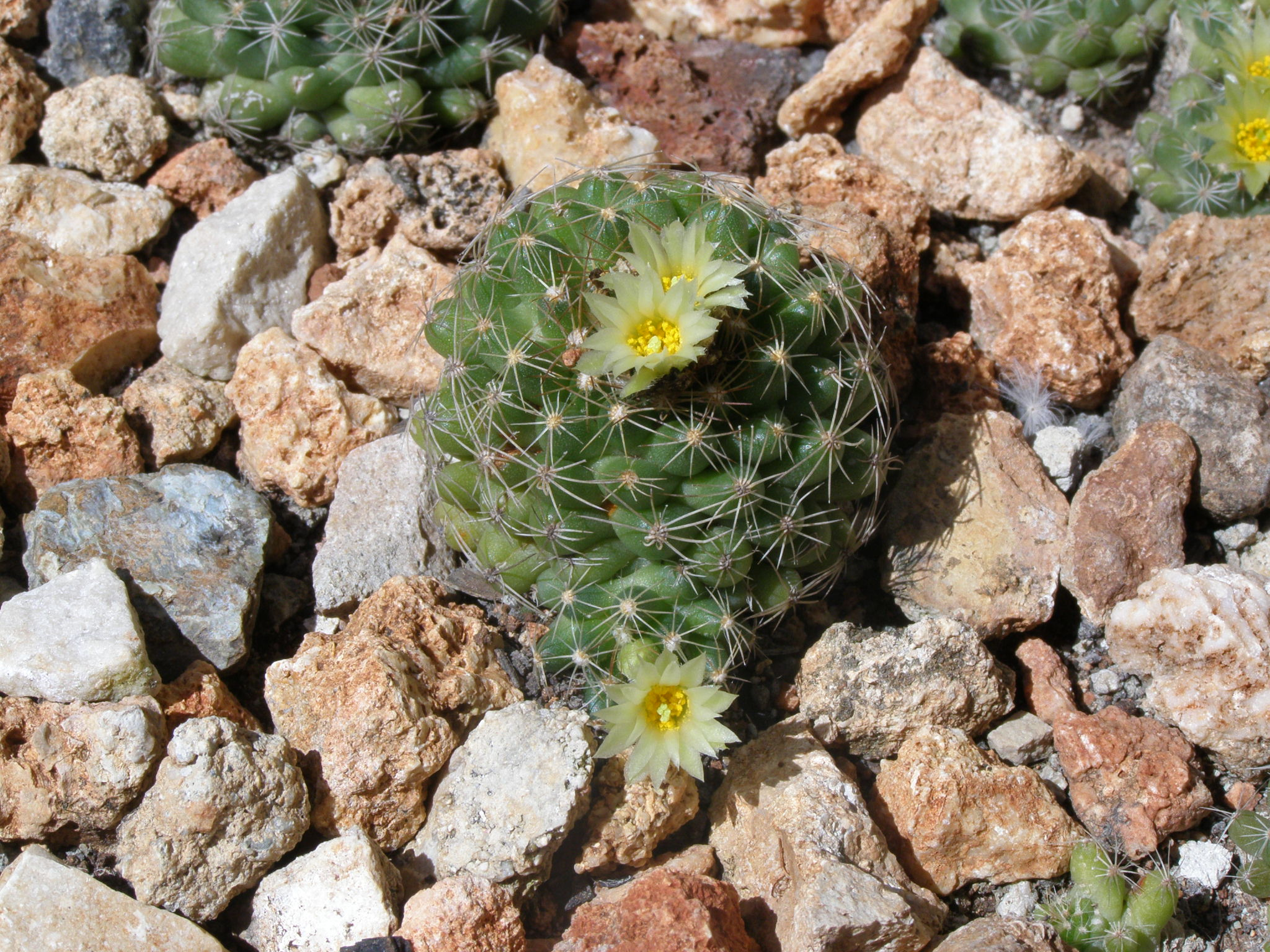
Escobaria cubensis
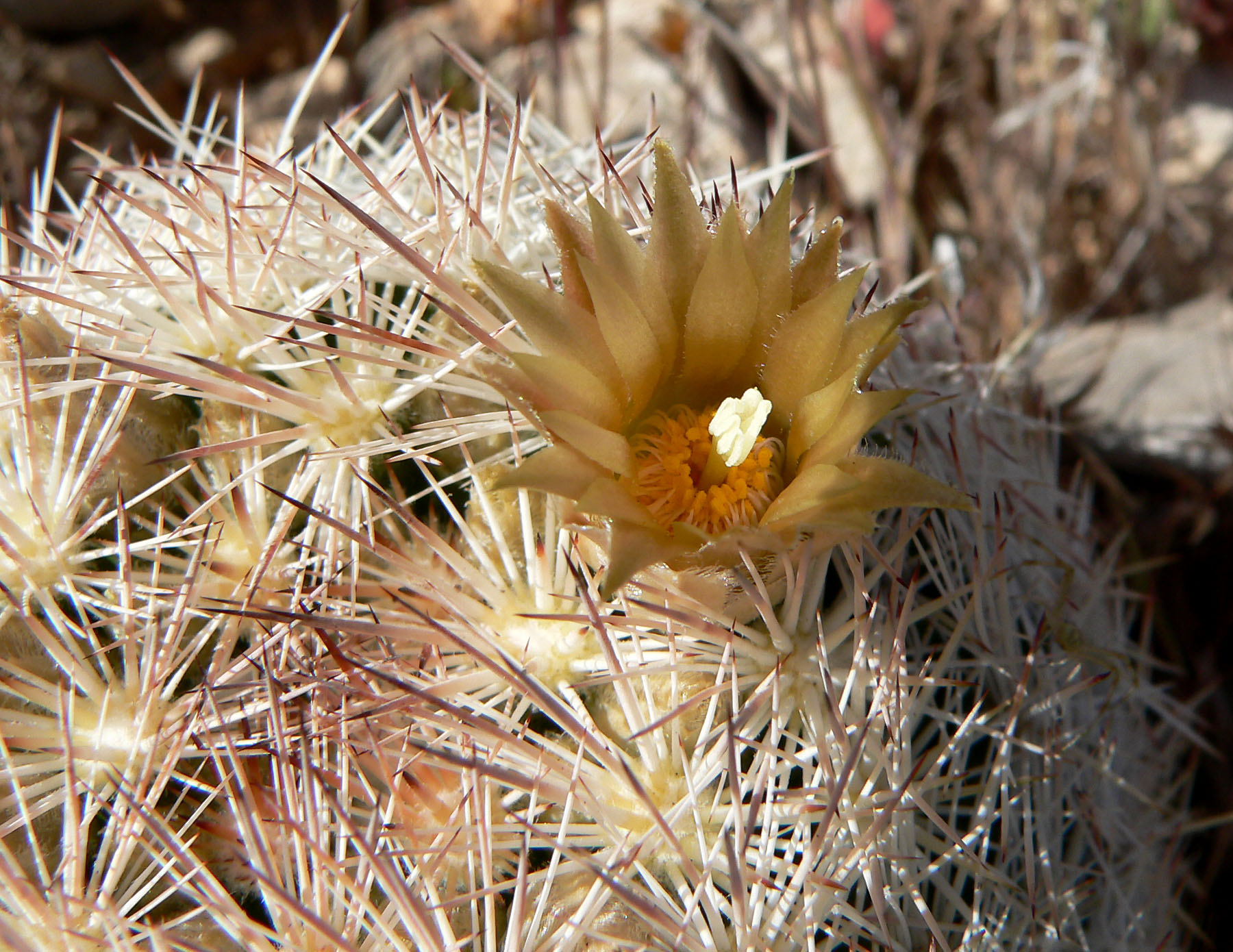
Escobaria deserti
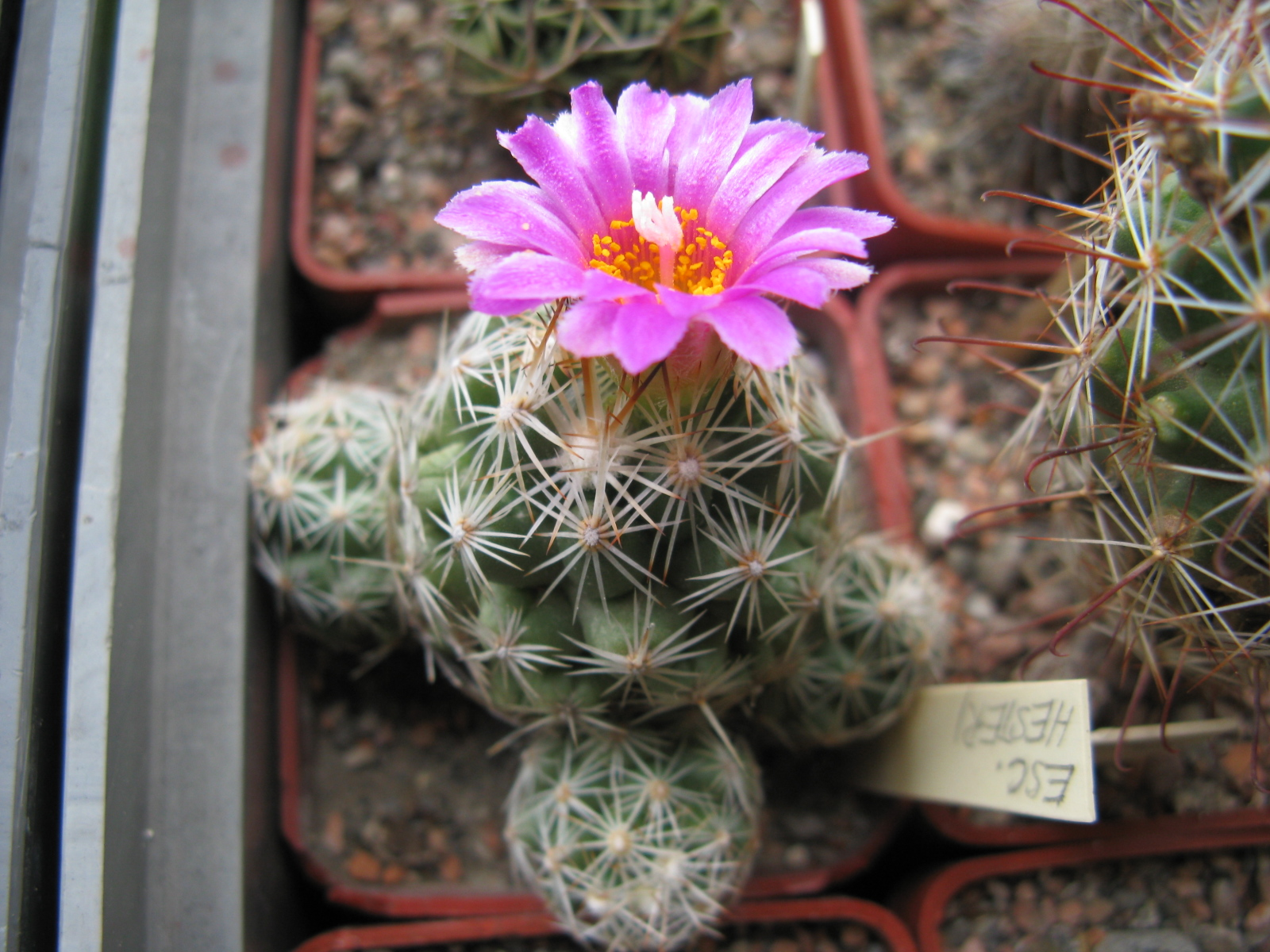
Escobaria hesteri
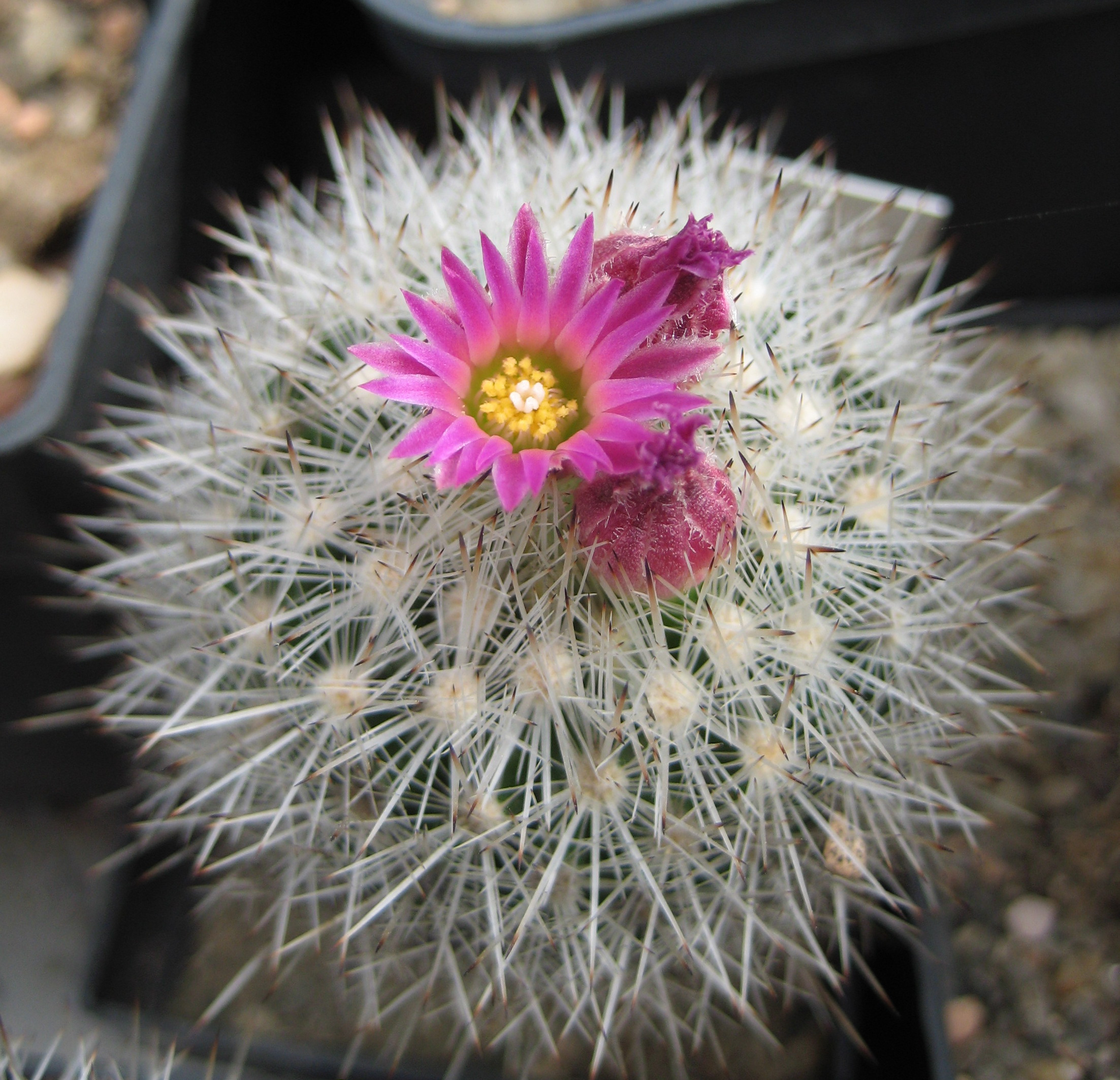
Escobaria laredoi
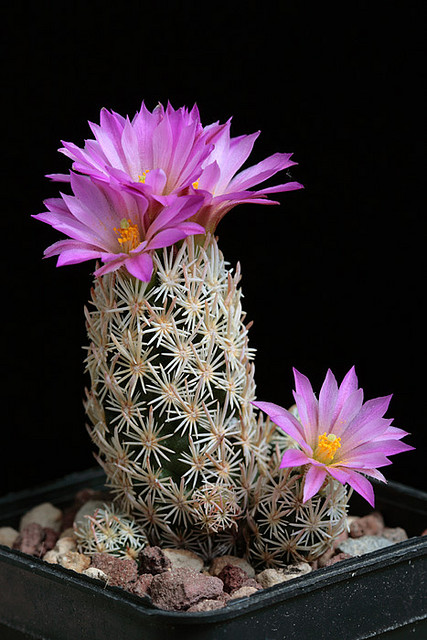
Escobaria minima
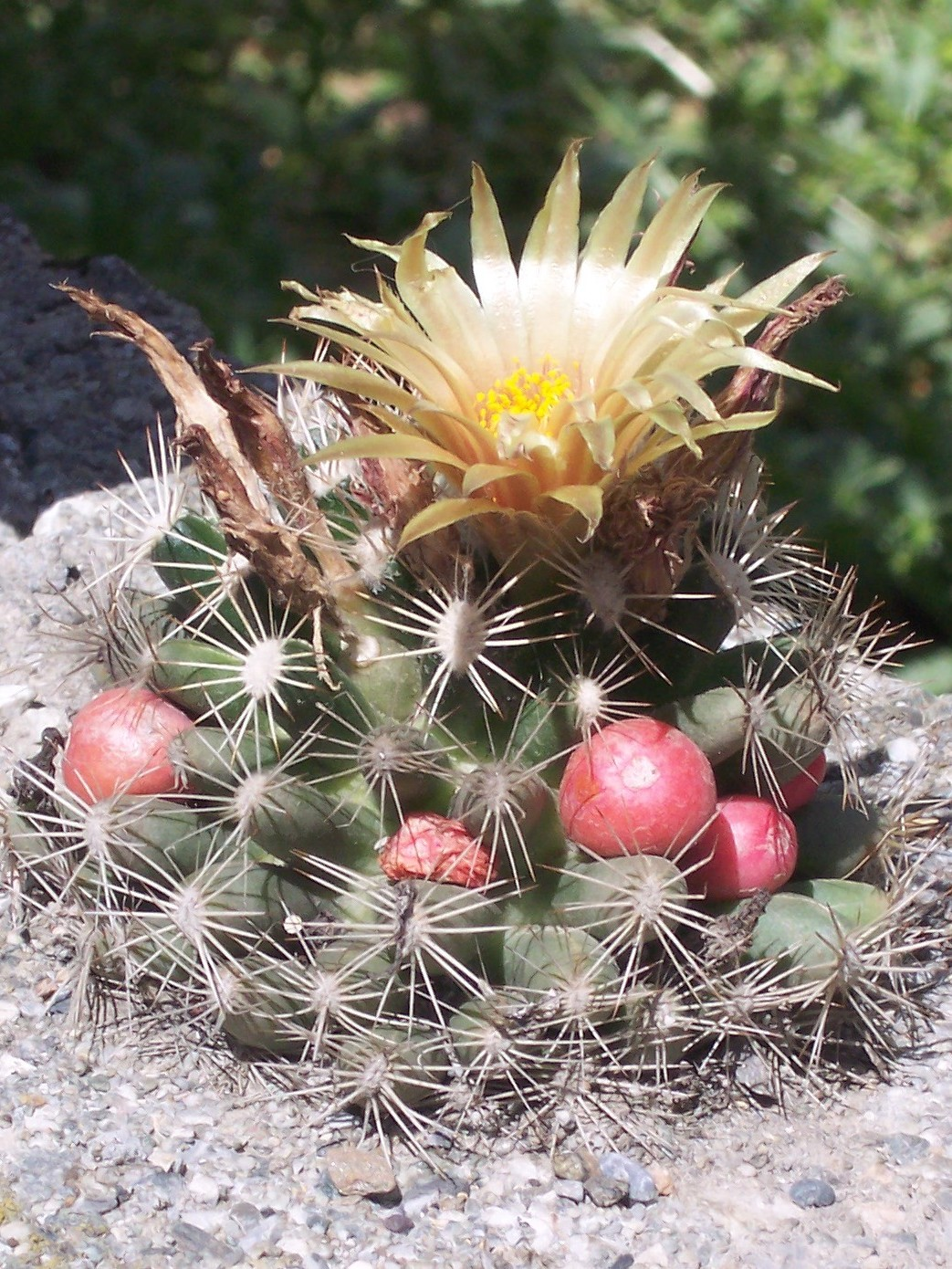
Escobaria missouriensis
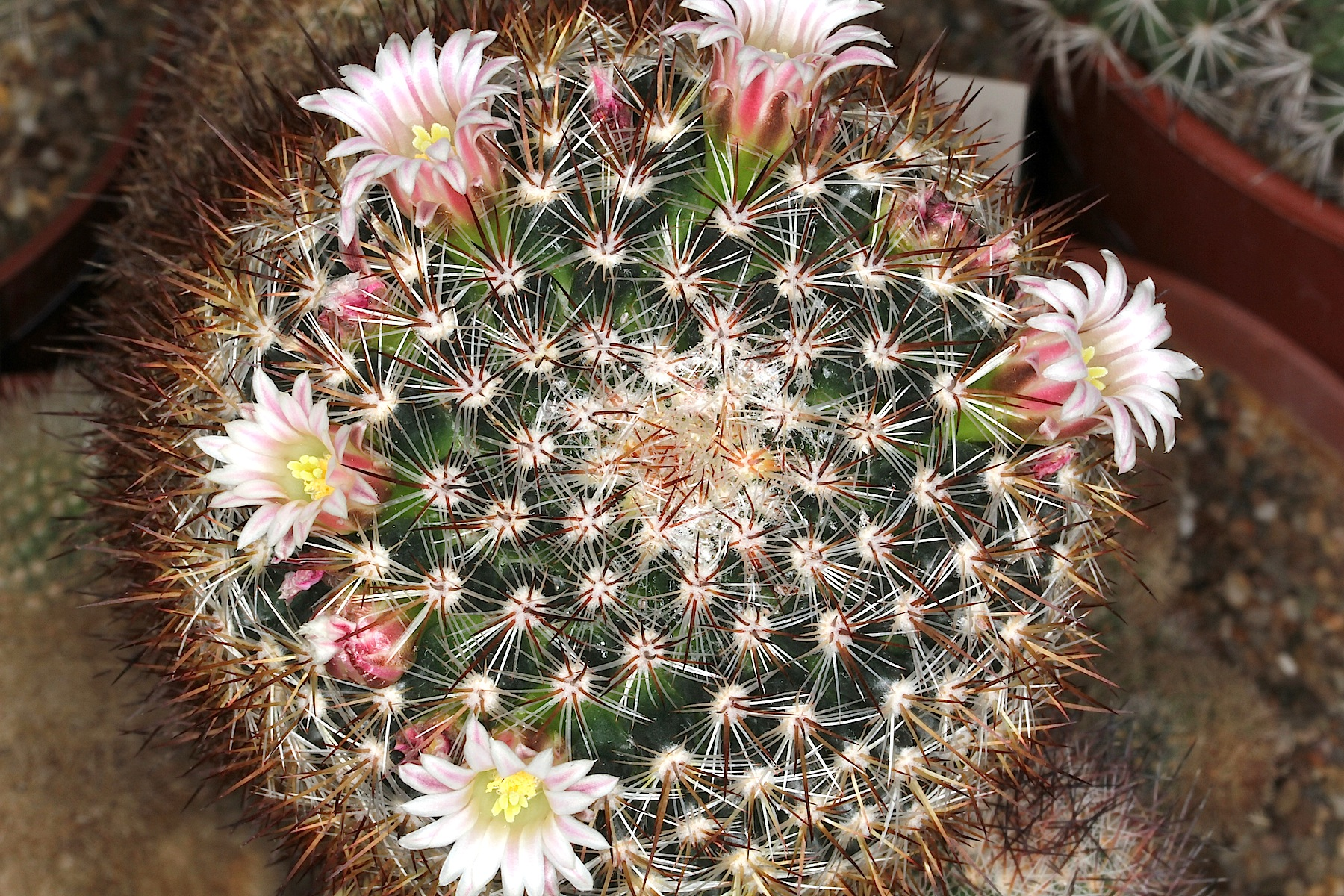
Escobaria orcuttii
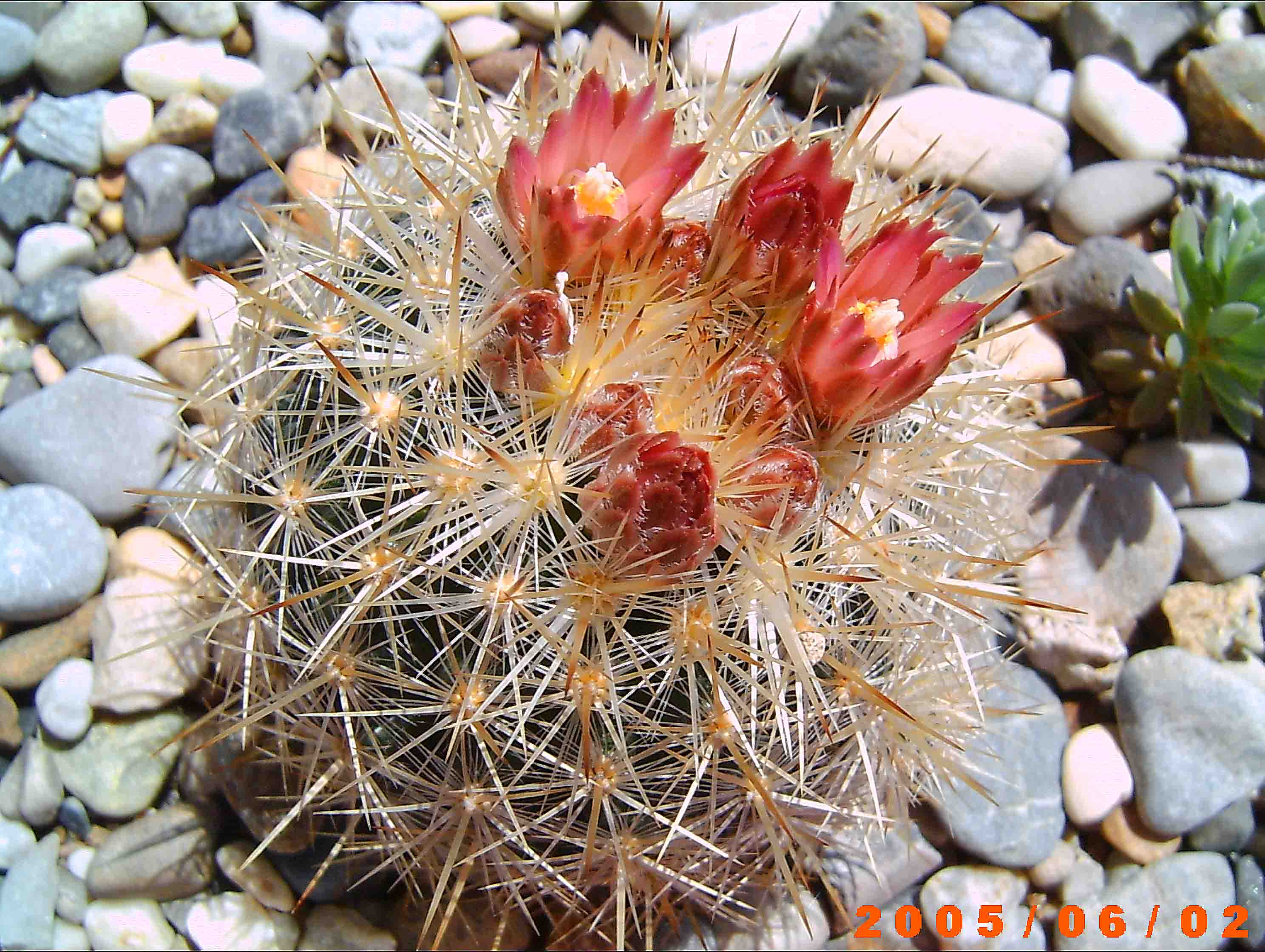
Escobaria organensis
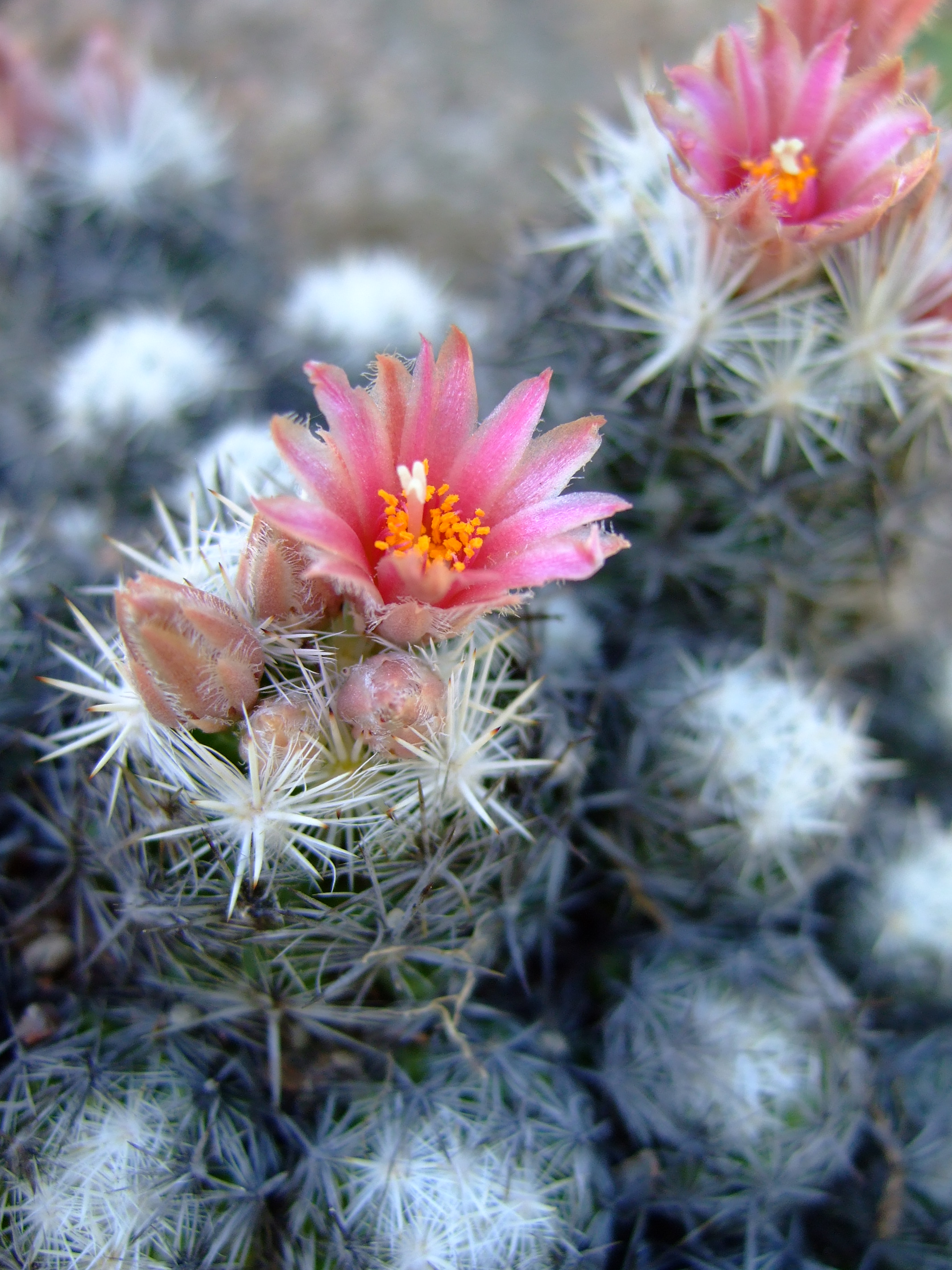
Escobaria sneedii
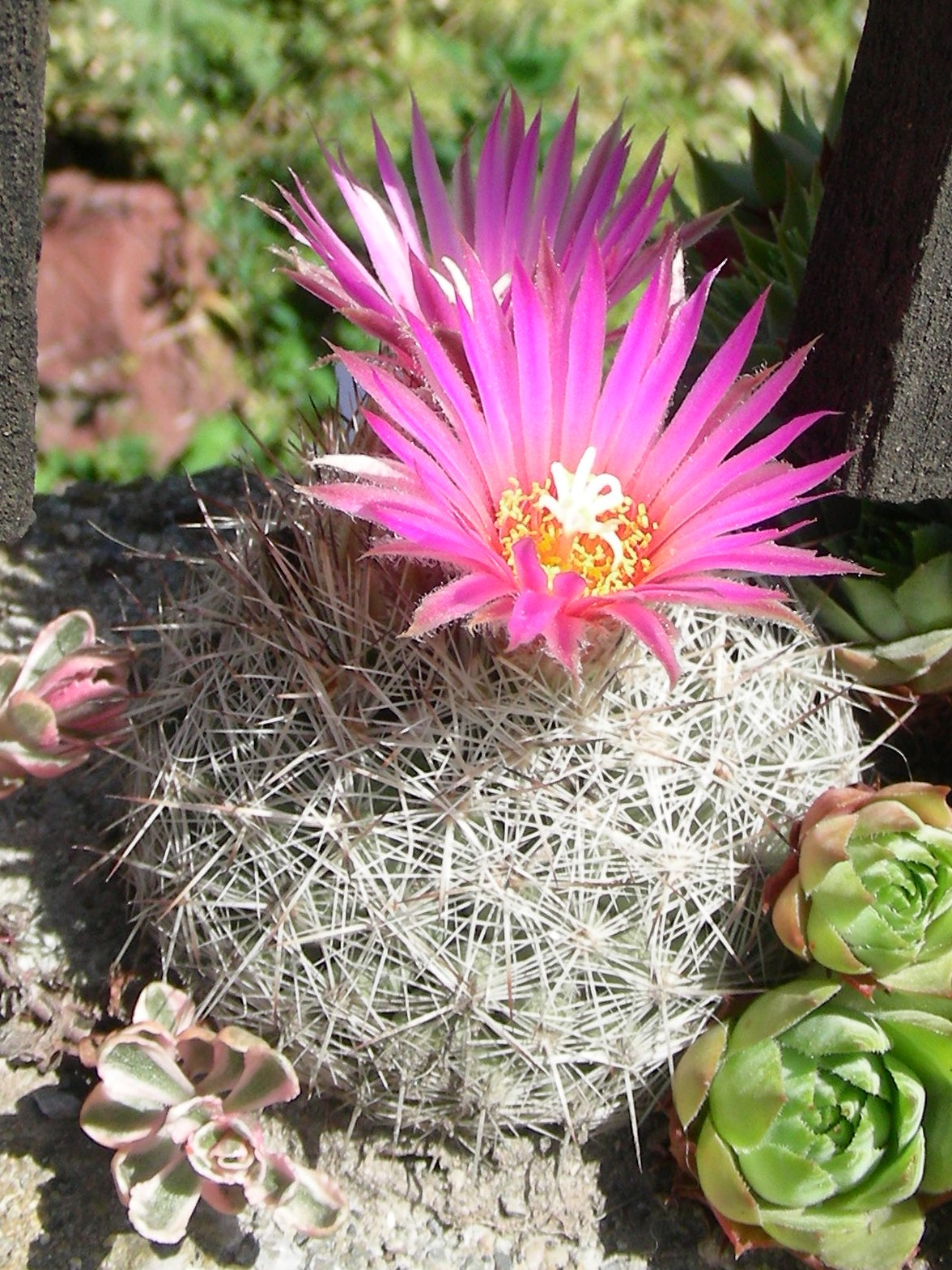
Escobaria vivipara